# Ursenbacherhof (Waibstadt)

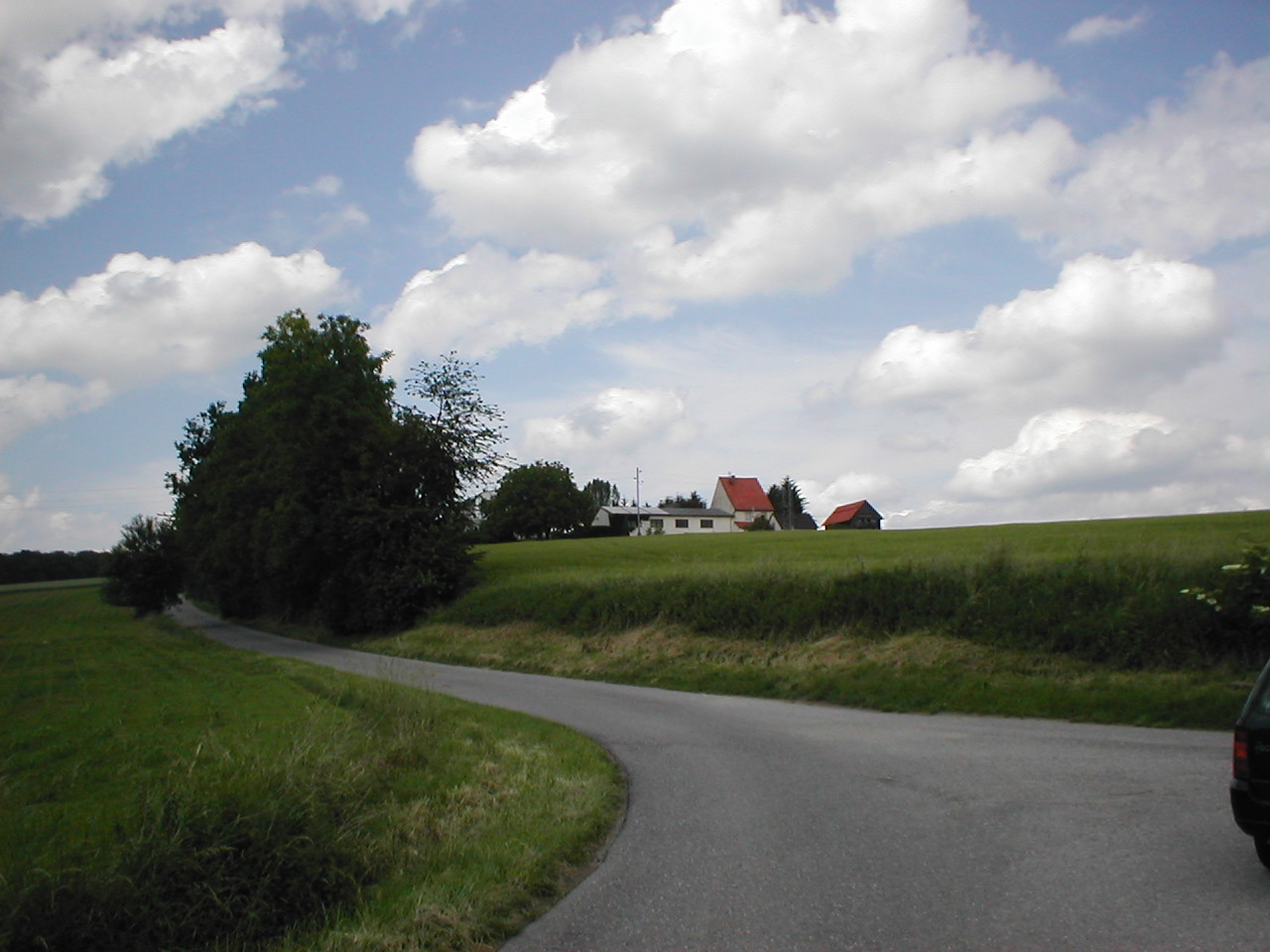
Ursenbacherhof bei Daisbach von Süden, davor eine Feldhecke unter Biotopschutz.

Der Ursenbacherhof, früher auch Bleihof genannt,  ist ein historisches Hofgut bei Daisbach, einem Ortsteil von Waibstadt im Rhein-Neckar-Kreis im nördlichen Baden-Württemberg.

## Lage
Der Ursenbacher Hof liegt von freier Flur umgeben etwa 1,5 km südwestlich der Ortsmitte von Daisbach auf einem südlichen Hügelsporn über dem Ursenbach, der über einen weiteren Bach 2,2 km weiter im Südwesten in Hoffenheim in die Elsenz entwässert. Westlich des Hofs beginnt nach etwa 600 m der Große Wald, der sich bis zur Elsenz hinunterzieht, südwestlich von ihm nach etwa 700 m der Wald Orles. An der Erschließungsstraße von Daisbach her liegt etwa 600 m nördlich des Hofs eine Hofgruppe.

## Geschichte
Das genaue Datum der Hofgründung ist unbekannt. Heimatforscher vermuten, dass der Ursenbacherhof bereits eines der nicht namentlich aufgeführten Güter war, von denen in einer Stiftungsurkunde des Speyrer Bischofs Johannes die Rede ist, der am 6. Januar 1100 das Benediktinerkloster in Sinsheim mit zahlreichen Gütern ausstattete. Eine alte Ringmauer des Sinsheimer Stifts aus der Zeit der Klosterstiftung weist jedenfalls dieselben baulichen Merkmale wie die einstige Ummauerung des Hofes auf.
Das Gebiet um den Hof war zunächst Eigenbesitz verschiedener Gaugrafen und Niederadliger. Im 14. Jahrhundert lag der Hof dann im Besitz des Sinsheimer Klosters; die Literatur mutmaßt, dass der Hof, ähnlich wie die benachbarte abgegangene Siedlung Breitenhart, als Vermächtnis eines nicht von einem Kreuzzug zurückgekehrten Ritters an das Kloster gelangt sein könnte. 1496 bewilligte Bischof Ludwig von Speyer dem inzwischen zum Stift umgewandelten Kloster den Verkauf des Hofes und weiterer umliegender Besitztümer. Möglicherweise kam der Hof an Matthias von Rammung, Neffe des gleichnamigen Speyerer Bischofs, und seine Frau Ursula. Der Hof und der nahen Orleswald könnten dann wieder als Stiftung der alten Orschel (Ursula von Rammung, † 1502) zurück an das Stift Sinsheim gelangt sein, in dessen Besitz sich der Hof 1565 erneut befand, damals bereits seit mehreren Jahrzehnten an Erbpächter verpachtet. 1601 wurde der Hof erneuert, wovon einst Bauinschriften zeugten. Im Dreißigjährigen Krieg lag der Hof zeitweilig brach, bevor ab 1653 wieder Erbpächter die Bewirtschaftung übernahmen. Verpächter war die Kurpfalz, deren Besitz hier die Kellerei Hilsbach verwaltete. 1848 wurde die Erbpacht abgelöst und die Bestandspächter wurden Eigentümer.
Der Hof wurde auch Bleihof genannt, weil dort Hanf gebleut, d. h. gebrochen wurde. Ein alter Eichbrunnen beim Hof hat einst den Bleihöfer See gespeist, den man in den 1960er Jahren mit dem Schutt abgebrochener alter Gebäude des Ursenbacherhofes verfüllte. Das heute älteste Gebäude des Hofs stammt aus dem Jahr 1840. Der Hof wird als landwirtschaftlicher Betrieb genutzt.

## Natur
Unmittelbar nördlich des Hofes stehen an der Erschließungsstraße vier Bäume, die Naturdenkmale sind. Ein Hohlwegeinschnitt und eine Feldhecke an ihr, beide etwas weiter nördlich und südlich entfernt, stehen als Biotope unter Schutz. Talaue und der Gegenhang der Ursenbachmulde im Süden gehören zum Landschaftsschutzgebiet „Unteres und Mittleres Elsenztal“.